# Ixhuacán de los Reyes (kommun)
Ixhuacán de los Reyes är en kommun i Mexiko.   Den ligger i delstaten Veracruz, i den sydöstra delen av landet, 210 km öster om huvudstaden Mexico City.
Följande samhällen finns i Ixhuacán de los Reyes:
- Ixhuacán de los Reyes
- Barranca Nueva
- Caltzontepec
- Tecpitla
- Coyopolan
- Atecaxil
- Buenavista
- Xixitla
- Los Laureles
- Comaxilhuatla
- Tetlaxca
- Amatla
- Nueva Villa
- Xivizil
- Los Rodríguez
- Tlaltetela
- El Futuro
- La Perla